# Anisophyllea laurina
Anisophyllea laurina är en tvåhjärtbladig växtart som beskrevs av Robert Brown och Joseph Sabine. Anisophyllea laurina ingår i släktet Anisophyllea och familjen Anisophylleaceae. Inga underarter finns listade i Catalogue of Life.